# 整全訓練神學院
整全訓練神學院（Full Training of Christian Workers Seminary）是一所已經停辦的神學教育機構，持守基督教基要信仰，包括聖經原稿無誤。於2001年9月1日在香港成立，接辦前信心神學院。整全訓練神學院實為非宗派性的獨立機構，並無母會或所屬教會固定支持，學院曾租用九龍深水埗青山道64號名人商業中心1106、1301-03室作院址。學院持守基督教基要信仰路線，除了相信聖經原稿無誤，亦明言「明確地不與天主教、靈恩派、新神學派…等來往」。學院認為聖經是一切信仰、生活、事奉及禮儀的最高權威，以舊約先知的門徒訓練，新約耶穌的門徒訓練的模式，為其神學訓練的模式。學院認為除了持守基督教基要信仰的聖經及神學知識，亦注重訓練學生將其實踐在生活之中，務求在生命、品格、靈性、生活、靈修、事奉達到「整全訓練」。學院停辦後，信徒造就協會近年開辦傳道聖經學院，以持續持守基督教基要信仰立場的神學教育。傳道聖經學院借用尖沙咀平安福音堂的地方辦學，規模與整全訓練神學院一樣，暫不足以自立自購院址。

## 異象與使命[5]
學院確認現今就是『末後的日子』。為針對『末世危機』，忠心等候主再來，學院認為傳道人應有『整全裝備』。例如：
- 講道有『屬靈而有深度的聖經亮光』；
- 禱告生活常達到『與神同行，享受靈裡的安息』，生活能發揮『屬靈人的感染力』；
- 在靈性品格上能『效法主的柔和謙卑』，言語行為能『作眾信徒的榜樣』；
- 在佈道事工上能做到『傳福音生活化，直到世界的末了』；
- 在純正信仰上有『明確立場』，能分辨真偽，『不與任何異端妥協』；
- 在逼迫的日子中能『忍耐到底，至死忠心』；
- 養成『自修研究精神』，畢業後仍能不斷在神學上『閱讀自修』，成為時代的工人。

## 資料來源
1. ↑  . 《整全報》，2001年9月.   [2009年5月19日]. （原始内容存档于2008年4月29日） （中文）.
2. ↑  . 整全訓練神學院網頁.   [2009年5月19日]. （原始内容存档于2008年8月4日） （中文）.
3. 1 2  吳主光. . 平安福音堂. 2005年5月15日  [2021年1月4日]. （原始内容存档于2018年5月18日）.
4. ↑  . 整全訓練神學院網頁.   [2009年5月19日]. （原始内容存档于2008年2月7日） （中文）.
5. 1 2  . 整全訓練神學院網頁.   [2009年5月26日]. （原始内容存档于2007年10月12日） （中文）.
6. ↑  溫漢煊. . 尖沙咀平安福音堂. 2018年4月29日  [2021年1月4日]. （原始内容存档于2020年12月2日）.

## 外部連結
- 整全訓練神學院
- 整全報